# 阿克喀什乡
阿克喀什乡，是中华人民共和国新疆维吾尔自治区喀什地区喀什市下辖的一个乡镇级行政单位。
2014年10月21日，新疆维吾尔自治区人民政府批复同意将疏附县阿克喀什乡划归喀什市管辖。

## 行政区划
阿克喀什乡下辖以下地区：
阿克喀什村、墩艾日克村、阿克艾日克村、西开尔巴格村、库勒村和库木买里斯村。